# Breathless (Kenny G)
Breathless è il sesto album discografico in studio del sassofonista statunitense Kenny G, pubblicato nel 1992.

## Il disco
Il disco è stato pubblicato dalla Arista Records.
Ha avuto grande successo negli Stati Uniti, in quanto è stato certificato disco di diamante dalla RIAA (oltre 12 milioni di copie vendute).
Il brano Forever in Love ha vinto il Grammy Awards 1994 come "miglior composizione strumentale".

## Tracce
1. The Joy of Life (Kenny G) - 4:23
2. Forever in Love (Kenny G) - 5:01
3. In the Rain (Kenny G) - 5:03
4. Sentimental (Kenny G/Walter Afanasieff) - 6:38
5. By the Time This Night Is Over (con Peabo Bryson) (Michael Bolton/Diane Warren/Andy Goldmark) - 4:50
6. End of the Night (Kenny G) - 5:25
7. Alone (Kenny G) - 5:28
8. Morning (Kenny G/Walter Afanasieff) - 5:17
9. Even if My Heart Would Break (con Aaron Neville) (Franne Golde/Adrian Gurvitz) - 5:01
10. G-Bop (Dan Shea/Kenny G/Walter Afanasieff) - 4:09
11. Sister Rose (Kenny G/Walter Afanasieff) - 6:16
12. A Year Ago (Kenny G) - 5:18
13. Homeland (Kenny G) - 4:36
14. The Wedding Song (Kenny G/Walter Afanasieff) - 3:25